# Siegfried Stark
Siegfried Stark (* 12. června 1955, Rehna, Meklenbursko-Přední Pomořansko) je bývalý východoněmecký atlet, jehož specializací byl desetiboj.
V roce 1978 vybojoval na evropském šampionátu v Praze na stadionu Evžena Rošického bronzovou medaili. Nejlepšího výsledku dosáhl v předposlední, deváté disciplíně hodu oštěpem, když výkonem 69,00 metru soutěž vyhrál. O čtyři roky později získal bronz také na ME v atletice v Athénách, kde po prvním dni byl na průběžném 6. místě. Na stupně vítězů se nakonec probojoval, když zaznamenal jedny z nejlepších výkonů v hodu diskem, skoku o tyči a v oštěpu. Celkově nasbíral 8 433 bodů (8 472 bodů dle tabulek platných od 1. ledna 1985).
Dvakrát reprezentoval na letních olympijských hrách. V roce 1976 na olympiádě v Montrealu dokončil desetiboj na 6. místě (8 048 bodů). Na následujících olympijských hrách v Moskvě v roce 1980 soutěž nedokončil.